# 역 오일러 방법
수치해석학과 계산과학에서 역 오일러 방법(또는 암시적 오일러 방법)은 가장 기본적인 상미분방정식의 수치적 방법이다. 이것은 (일반적인) 오일러 방법과 유사하지만 암시적 방법이라는 점에서 다르다. 역 오일러 방법은 시간에 대하여 1차 방법이다.

## 해설
상미분방정식을 생각해 보자
{\displaystyle {\frac {\mathrm {d} y}{\mathrm {d} t}}=f(t,y)}
이것의 초기값은 {\displaystyle y(t_{0})=y_{0}.} 여기서 함수 {\displaystyle f}와 초기 데이터 {\displaystyle t_{0}}와 {\displaystyle y_{0}}는 모른다; 함수 {\displaystyle y}{\displaystyle t}에 의존하고 이 또한 모른다. 수치적 방법은 수열 {\displaystyle y_{0},y_{1},y_{2},\ldots } 여기서 {\displaystyle y_{k}}{\displaystyle y(t_{0}+kh)}, 여기서 {\displaystyle h}는 단계 크기라고 불린다.
역 오일러 방법은 다음을 사용하여 근사치를 계산한다
{\displaystyle y_{k+1}=y_{k}+hf(t_{k+1},y_{k+1}).}
이것은 (일반적인) 오일러 방법과는 {\displaystyle f(t_{k},y_{k})} 대신에 {\displaystyle f(t_{k+1},y_{k+1})}.
역 오일러 방법은 암시적 방법이다: 새로운 근사치 {\displaystyle y_{k+1}}는 등식의 양 쪽에서 나타난다. 따라서 이 방법은 모르는 {\displaystyle y_{k+1}}. 가끔은 이것은 고정점 반복법으로 수행될 수 있다:
{\displaystyle y_{k+1}^{[0]}=y_{k},\quad y_{k+1}^{[i+1]}=y_{k}+hf(t_{k+1},y_{k+1}^{[i]}).}
만약 이 수열이 주어진 허용오차 내에서 수렴한다면, 이 방법은 이 극한을 새로운 근사치 {\displaystyle y_{k+1}}.
대신에 뉴턴 방법(의 일부 변형)을 이용하여 대수방정식을 풀 수 있다.

## 파생
미분방정식 {\displaystyle {\frac {\mathrm {d} y}{\mathrm {d} t}}=f(t,y)}을 {\displaystyle t_{n}}{\displaystyle t_{n+1}=t_{n}+h}
{\displaystyle y(t_{n+1})-y(t_{n})=\int _{t_{n}}^{t_{n+1}}f(t,y(t))\,\mathrm {d} t.}
적분을 직사각형이 하나뿐인 우측 직사각형 방법으로 오른쪽에서 적분을 근사하자:
{\displaystyle y(t_{n+1})-y(t_{n})\approx hf(t_{n+1},y(t_{n+1})).}
마지막으로 {\displaystyle y_{n}}은 {\displaystyle y(t_{n})}를 근사하고 역 오일러 방법의 공식은 다음을 따른다.
같은 추론에서 우측 직사각형 규칙 대신 좌측 직사각형 규칙을 사용하면 (일반적인) 오일러 방법을 얻는다.

## 해석

원판 외부의 분홍색 영역은 역 오일러 방법의 안정성 영역을 나타낸다.

오일러 방법의 차수는 1이다. 이것은 국소절단오차(한 단계에서 생기는 오차이다)는 점근 표기법으로 {\displaystyle O(h^{2})}. 특정 시간 {\displaystyle t}{\displaystyle O(h)}.
역 오일러 방법의 절대 안정성 영역은 그림에서 나타내듯이 복소평면에서 중심이 1이고 반지름이 1인 원판의 상보적 영역이다. 이것은 복소평면의 왼쪽 절반을 전부 포함하기 때문에 딱딱한 방정식의 해로 적합하다. 사실, 역 오일러 방법은 심지어 L-안정하다.

## 확장과 수정
역 오일러 방법은 (일반적인) 오일러 방법의 변종이다. 다른 변종은 반-암시적 오일러 방법과 지수적 오일러 방법이다.
역 오릴러 방법은 다음의 Butcher 테이블을 갖는 한 단계의 룽게-쿠타 방법으로도 볼 수 있다:
{\displaystyle {\begin{array}{c|c}1&1\\\hline &1\\\end{array}}}
역 오일러 방법은 한 단계 선형 다단계 방법으로도 볼 수 있다. 이것은 아담스-몰톤 방법 중 첫번째 방법이고, 역 미분 공식에도 포함된다.

## 같이 보기
- 크랭크-니콜슨 방법

## 참조
- Butcher, John C. (2003), 《Numerical Methods for Ordinary Differential Equations》, New York: John Wiley & Sons, ISBN 978-0-471-96758-3.